# Lew Pitajewski
Pitajewski Lew Pietrowicz (ros. Пита́евский Лев Петро́вич, ur. 18 stycznia 1933 w Saratowie, zm. 23 sierpnia 2022 w Rovereto) – fizyk rosyjski. Członek korespondent Akademii Nauk ZSRR od 1976 r., akademik Akademii Nauk ZSRR od 1990 r. i Rosyjskiej Akademii Nauk od 1991 r. Doktor nauk fizyczno-matematycznych.
Podstawowe prace Pitajewskiego poświęcone są fizyce niskich temperatur, fizyce plazmy, mechanice kwantowej, elektrodynamice makroskopowej, teorii ciała stałego i innym dziedzinom. Stworzył nową teorię nadciekłości w pobliżu punktu przejścia fazowego. Wykazał konieczność przejścia ciekłego He-3 w stan nadciekły przy dostatecznie niskich temperaturach. Jego (i D. Grossa) imię nosi modelowe nieliniowe równanie opisujące kondensat Bosego-Einsteina (równanie Grossa-Pitajewskiego).
Żonaty, ma syna.

## Życiorys
Studia na uniwersytecie w Saratowie ukończył w r. 1955. Jeszcze w czasie studiów nawiązał kontakt z Lwem Landauem. Po ich zakończeniu został przez niego zaproszony do Instytutu Problemów Fizycznych. Po odbyciu stażu przeszedł wszystkie szczeble kariery akademickiej, aż do stanowiska kierownika wydziału teoretycznego w l. 1988–1992.
Od 1962 r. wykładał w Moskiewskim Instytucie Fizyczno-Technicznym, od 1971 r. będąc tam profesorem.
W 1976 r. został wybrany na członka korespondenta AN ZSRR, a w 1990 r. na członka rzeczywistego.
W 1980 r. wspólnie z A.W. Guriewiczem przyznano mu nagrodę Akademii nauk ZSRR im. Lwa Landaua.
Za fundamentalny wkład w teorię ciekłego helu i nadciekłych cieczy bozonowych został odznaczony w 1997 r. medalem Wignera.
Od wielu lat jest zastępcą redaktora naczelnego znanego nie tylko w krajach byłego ZSRR czasopisma popularyzującego największe osiągnięcia fizyki Uspiechi Fiziczeskich Nauk
(Osiągnięcia nauk fizycznych).
Obecnie (maj 2009) pracuje na Uniwersytecie w Trydencie we Włoszech.

## Działalność naukowa
L.P. Pitajewski jest jednym z czołowych przedstawicieli słynnej szkoły fizyki teoretycznej L. Landaua i wniósł istotny wkład w wiele różnych obszarów fizyki.
Jako jeden z pierwszych zaczął z powodzeniem stosować metody kwantowej teorii pola w fizyce fazy skondensowanej. Jego prace dotyczące widm kwazicząstek w pobliżu progu rozpadu i, w szczególności, punktu końcowego widm kwazicząstek w nadciekłym He-4, od dawna są klasycznymi pozycjami w tej dziedzinie.
Udowodnił pewne tożsamości matematyczne, na których oparł mikroskopowe wyprowadzenie relacji leżących u podstaw teorii cieczy fermionowych. Pokazał, że w odpowiednio niskich temperaturach ciekły He-3 również powinien przechodzić w stan nadciekły na skutek tworzenia par cooperowskich o niezerowym momencie pędu.
We wspólnych pracach L.P. Pitajewskiego, I.J. Działoszyńskiego i J.M. Lifszyca przedstawiona została ogólna teoria sił van der Waalsa. Prowadzi ona do szeregu obserwowalnych przewidywań.
Uznaniem cieszą się również inne prace Pitajewskiego z teorii fazy skondensowanej. W 1959 r. rozpatrując wspólnie z W.L. Ginzburgiem zespolony parametr porządku jako zmienną dynamiczną, wyprowadził równanie, opisujące nadciekły He-4 w pobliżu przejścia {\displaystyle \lambda ,} a w 1961 r. wyprowadził słynne równanie Grossa-Pitajewskiego, które stało się podstawowym narzędziem teoretycznego opisu gazu Bosego słabo oddziałujących cząstek, w szczególności po otrzymaniu kondensatów Bosego-Einsteina gazów atomowych w pułapkach.
L.P. Pitajewski jest również autorem wnikliwych prac dotyczących procesów wielofononowych i fizyki kryształów. Udowodnił twierdzenie mówiące, że dyspersja nie zmienia postaci tensora napięć pola elektromagnetycznego w ośrodku przezroczystym i przewidział nowe zjawisko zwane odwrotnym efektem Faradaya.
Jako rezultat wspólnych prac Pitajewskiego i A.W. Guriewicza wyłonił się nowy kierunek badań: aerodynamika jonosfery, obejmujący rozwiązanie problemów dotyczących opływania ciał przez rozrzedzoną plazmę w jonosferze. W ramach tych badań Pitajewski i Guriewicz opracowali efektywną metodę konstrukcji wielosolitonowych rozwiązań równań nieliniowych. W ten sposób otrzymane zostały rozwiązania opisujące bezkolizyjną falę uderzeniową i badana była struktura solitonów brzegowych. Te osiągnięcia były następne rozwijane w szeregu prac o charakterze matematycznym.
Wspólnie z J.M. Lifszycem podjął się fizalizacji programu realizacji kursu fizyki teoretycznej zapoczątkowanego przez Lifszyca i Landaua. Powstały w ten sposób Elektrodynamika kwantowa (współautor W.B. Bieriestecki), Fizyka ststystyczna cz. 2. i Kinetyka fizyczna. W ostatnich latach pracował nad ponownym wydaniem Kursu.